# Thomomys bottae pervagus
Thomomys bottae pervagus is een knaagdier dat voorkomt in zuidwestelijk Noord-Amerika. Dit dier is een ondersoort van de valleigoffer (Thomomys bottae). Hij is oorspronkelijk beschreven door Clinton Hart Merriam (1901). De typelocatie, de plaats waar het exemplaar vandaan komt op basis waarvan de ondersoort oorspronkelijk is beschreven, is Espaniola in New Mexico. Exemplaren uit Colorado hadden 82 chromosomen.